# Paio Peres Correia
Paio Peres Correia (en castillan : Pelayo Pérez Correa ; aux alentours de 1205 - janvier 1275), Maître de l'Ordre de Santiago, est un guerrier portugais qui joua un rôle important dans la Reconquista au XIIIe siècle. Il a mené une campagne militaire contre les Maures en Algarve, qui aboutit à la capture de Silves, laissant au roi Alphonse III du Portugal la tâche de conquérir les dernières poches de résistance en 1249.

## Biographie
Dom Paio Peres Correia, fils de Pero Pais Correia et Dordia Pires de Aguiar, est né en 1205, peut-être à Honra de Farelães, aujourd'hui renommé Monte de Fralães, au sud de Barcelos. Il a été retrouvé la présence de ses frères, d'une sœur et d'autres parents dans les paroisses voisines. Il était le petit-fils du côté paternel de Paio Soares Correia et de Maria Gomes da Silva et du côté maternel de Pedro Mendes de Aguiar, seigneur d'Aguiar et Estevainha Mendes de Gundar.
Les circonstances de son entrée dans l'Ordre de Santiago sont inconnues. Très jeune, il se rend à Uclés, siège de l'Ordre de Santiago dans le royaume de Castille. López Fernández émet l'hypothèse que cette entrée a coïncidé avec une époque de ferveur religieuse et d'exaltation des ordres militaires, quand la nouvelle de la chute d'Alcácer do Sal en 1217 s'est répandue au Portugal. Mais il est certain qu'en août 1228  Paio Correia était en Aragon, dans l'entourage du maître de Santiago Pedro González qui collabore avec le roi d'Aragon à la réduction du Comté d'Urgell jusqu'en octobre 1228.
En mars 1232, sous le règne de Sanche II du Portugal, il est commandant d'Alcácer do Sal, c'est-à-dire commandant en chef des frères-chevaliers de l'Ordre de Santiago, pour le Portugal, succédant à Mendo Álvares. Il reprend Aljustrel aux Maures en 1234. C'est également sous sa direction, mais sans intervention directe, que des membres de l'ordre de Santiago et la troupe de son cousin Gonçalo ( ou Martim) Eanes do Vinhal conquièrent Mértola vers 1238. En 1241, lorsqu'il revient à la branche castillane de l'Ordre de Santiago, il a déjà conquis une grande partie de Sotavento ainsi que Paderne et Silves. Selon la Chronique de la conquête de l'Algarve, Tavira a été conquise aux Maures, le 11 juin, par Paio Peres Correia, au cours de sa tentative d'aider les martyrs de Tavira.
En 1235, en tant que commandeur en chef de l'Ordre de Santiago au Portugal, le roi Sanche II lui octroya, au nom de l'Ordre, la paroisse d'Aljustrel.
Fin 1241, déjà commandant en chef d'Uclès, il est principal de Castille.
En décembre 1242, il devient le 17e Grand Maître des chevaliers de l'Ordre de Santiago à Mérida. Il est nommé Grand Maître à vie. Il est alors au service de Fernand III et de son fils, le futur Alphonse X de León et de Castille. Il réside dans le royaume de Castille.
Selon la Chronique de la Conquête de l'Algarve, dans la Chronique portugaise de 1419, Paio Peres revient en Algarve en 1249, sous le règne d' Alphonse III, et prend part aux conquêtes de Faro et d'Aljezur. L'un des moments forts de son action militaire a lieu lors de la prise de Séville en 1248, où il sa participation est déterminante, comme en témoigne, par exemple, la Chronique générale d'Espagne de 1344.

## Mort et Sépulture
Le maître de l'ordre meurt entre le 11 et le 17 janvier 1275, selon certaines sources, soit à Uclés, soit à la commanderie de l'ordre  de Montalbán en Aragon.Ses funérailles sont célébrées au monastère d'Uclés.
Il est inhumé dans le cloître de l'église de l'Hôpital de Talavera de la Reina. En 1511, ses cendres sont transférées sur ordre des Rois Catholiques au monastère de Tentudía, à Calera de León, qui fut fondée comme petite chapelle par Paio Peres Correa en 1240. et fut la plus haute distinction de l'Ordre de Santiago. La tradition veut que ses restes soient enterrés à Tavira, dans l'église principale, avec les martyrs de Tavira, mais cela est peu probable.
La même année, Gonçalo Rodrigues Girão lui succède comme maître de l'Ordre de Santiago.

## L'Héritage et la postérité
Grand maître des chevaliers d'un ordre hispano-portugais de frères combattants, Paio Peres Correia n'a jamais été béatifié ni canonisé.
La ville de Seixal le revendique comme son fondateur, tout comme Samora Correia (Santarém), où existe une rue et une statue en l'honneur de son hypothétique fondateur.

### Dans les chansons
Il est le personnage d'une chanson portugaise, qui raille son inexpérience.

### Patrimoine
- Le château de Mértola (en portugais : Castelo de Mértola) est un château médiéval en très bon état situé dans la paroisse civile et la municipalité de, dans le district portugais de Beja. En 1238, dans le contexte de la Reconquista, Mértola fut conquise par Sancho II, mettant fin à des siècles de règne musulman.

Entre 1240/1245 et 1316, la localité devint le siège de l'Ordre Militaire de Santiago. En 1254, Paio Peres Correia y a publié la première charte de la région. D'après l'inscription à l'entrée du château, le maître de l'Ordre, João Fernandes  a ordonné la construction du donjon en 1292.

### Toponymie
Il existe de nombreux lieux portant son nom :
- Au Portugal :

Lisbonne, Setúbal, Silves, 
- En Espagne :

Tavira, Séville (quartier Triana), Samora Correia, entre autres. La ville de Paio Pires (Seixal) le revendique comme son fondateur, tout comme Samora Correia (Santarém), et il y a aussi une rue et une statue en l'honneur de son hypothétique fondateur.